# Мунцимир
Мунцимир (лат. Muncimiro), или понекад називан Мутимир, је био кнез Кнежевине Далмације и Либурније и владао је од 892. до око 910. Био је члан династије Трпимировића.

## Биографија
Мунцимир је 892. на месту кнеза наследио Бранимира, вративши династију Трпимировића на престо. Владао је из Биаћа код Трогира (данас у Каштели). Мунцими је преузео контролу над Хрватском и владао је независно и од папе и Bизантије ка divino munere Croatorum dux (уз Божју помо, кнез Хрвата).
Кнез Мунцимир је вратио Сплитској надбискупији земљу коју јој је Бранимир одузео и даривао Нинској бискупији. У његовој повељи, у којој он потврђује очеве одлуке о црквеним земљама, први пут се види организација кнежевог двора. Исто тако први пут се помиње владарски печат (anulo).
Током његове владавине постојала је значајна активност Мађара у близини његове кнежевине. Крајем 9. века Мађари су прешли Карпате и дошли у Панонску низију. Они су напали северну Италију и такође поразили Панонска кнежвинапанонског кнеза Браслава и тако угрозили Хрватску. Током Мунцимирове владавине, прогнани српски кнез Петар Гојниковић из династије Властимировића који се склонио у Хрватску, вратио се у Рашку и тамо преузео власт. Кнез Петар је протерао своје рођаке који су претендовали на српски престо: Прибислава, Брана и Стефан; које је Мунцимир примио и ставио под своју заштиту.
Мунцимира је наследио Томислав, први краљ Хрватске. Сродничка веза између Мунцимира и Томислава је непозната; Томислав је вероватно био Мунцимиров син.

## Породица
Мунцимир је вероватно био трећи син Трпимира I и брат Петра и Здеслава, пошто у својој повељи датираној у 892. у време његове владевина, Мунцимир навео да се вратио на престо свога оца, који је узурпирао Бранимир.